# Macrothemis meurgeyi
Macrothemis meurgeyi is een libellensoort uit de familie van de korenbouten (Libellulidae), onderorde echte libellen (Anisoptera).
De wetenschappelijke naam Macrothemis meurgeyi is voor het eerst geldig gepubliceerd in 2007 door Daigle.